# Instytut Pallottiego
Instytut św. Wincentego Pallottiego (włos. Istituto San Vincenzo Pallotti, skrót: ISVP) - instytucja powstała w 1943 roku w Rzymie pod adresem Via di Porta Maggiore 34, zajmująca się zgłębianiem wiedzy na temat życia i spuścizny pozostawionej przez św. Wincentego Pallottiego. W Instytucie mieści się biblioteka, zawierająca materiały z czasów życia Wincentego Pallottiego oraz publikacje powstające do czasów współczesnych, poświęcone świętemu oraz jego dziełu. Ponadto Instytut prowadzi muzeum historyczne, organizuje konferencje dotyczące Pallottiego, a dwa razy w roku wydaje czasopismo "Apostolato Universale. Continuità e sviluppo". Stałe działy pisma to Zjednoczenie Apostolstwa Katolickiego, formacja, bibliografia pallotynów i pallotynek.
Obecnie prace Instytutu koordynuje ks. dr Jan Kupka.